# Peter Garmusch
Peter Garmusch (* 9. Dezember 1974) ist ein ehemaliger österreichischer Fußballspieler.

## Karriere
Garmusch begann seine Karriere beim SV Flavia Solva. Zur Saison 1990/91 wechselte er in die Jugend des Grazer AK. Zur Saison 1992/93 kehrte er zu Flavia Solva zurück. Zwischen 1993 und 1994 spielte er beim USV Gabersdorf, ehe er abermals zu Flavia Solva zurückkehrte, das inzwischen in die 2. Division aufgestiegen war. Sein einziges Spiel für die Steirer in der zweithöchsten Spielklasse absolvierte er im September 1994, als er am neunten Spieltag der Saison 1994/95 gegen den SV Spittal/Drau in der Startelf stand und in der 56. Minute durch Bernd Walter ersetzt wurde.
In der Winterpause wechselte er zum SV Wildon. Zur Saison 1995/96 schloss Garmusch sich dem SV Gleinstätten an. 1997 kehrte er zu Flavia Solva zurück, das inzwischen in der Regionalliga spielte, aus der man auch 1998 abstieg. Zur Spielzeit 1999/2000 wechselte er ein zweites Mal nach Gabersdorf. Nach der Saison 2000/01 verließ er den Verein. Im Mai 2003 wechselte er, nach fast zwei Jahren ohne Verein, zur DSG Royal Vienna, für die er kurzzeitig spielte. Nach acht Jahren ohne Klub schloss er sich zur Saison 2011/12 im Burgenland dem siebtklassigen SC Gerersdorf an. Für Gerersdorf absolvierte er bis zu seinem endgültigen Karriereende in der Winterpause vier Spiele in der niedrigsten Spielklasse.

## Persönliches
Garmusch ist heute als Fotograf in Wien tätig.